# Роберт Ван Дамм
Роберт Ван Дамм — сценічне ім'я чеського гей-порноактора. В наш час[коли?] він очолює власну студію Robert van Damme Productions Est.2010, де він виступає продюсером і режисером власних фільмів. Нещодавно випустив свій новий DVD Брудні м'язи.

## Нагороди
- Grabby Award — Wall of Fame 2009